# Wetterflug

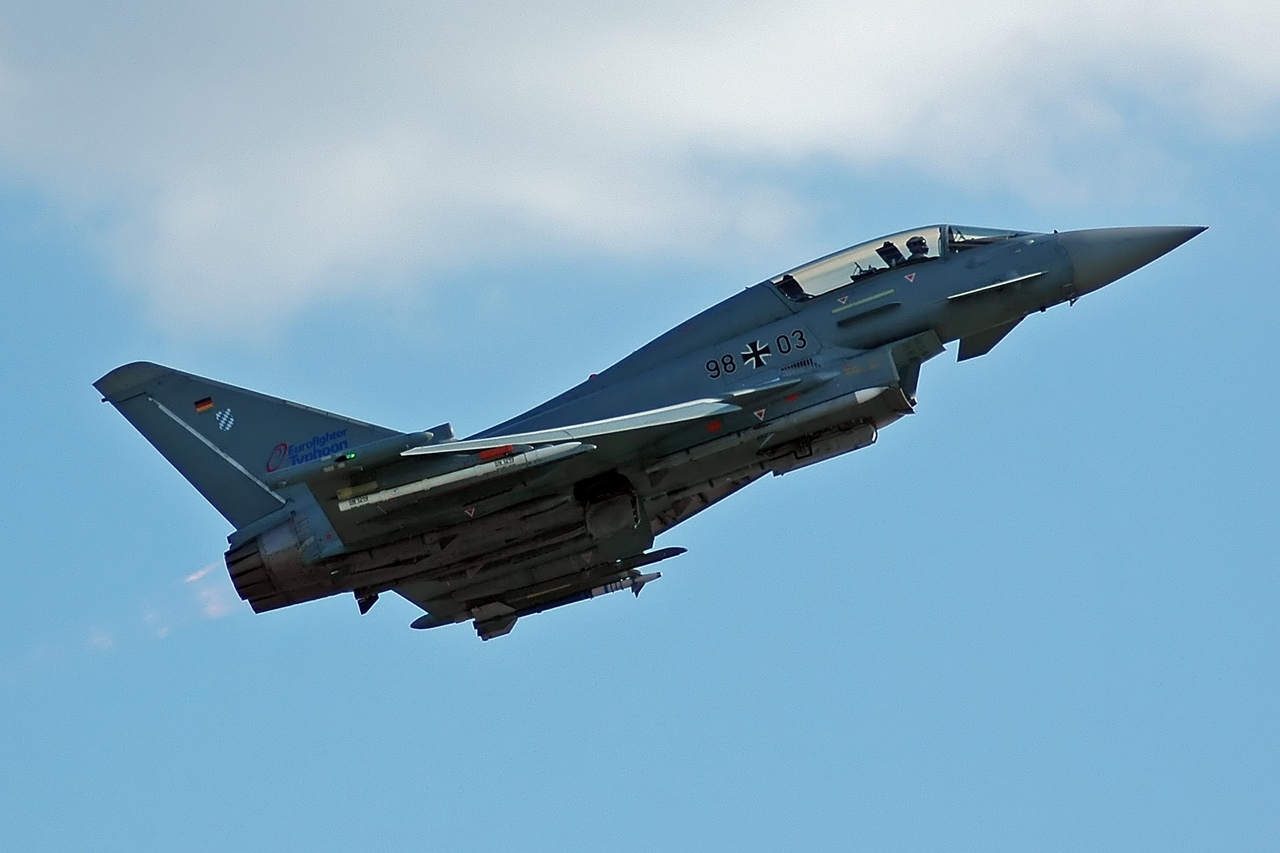
Eurofighter bei Wetterflug

Der Wetterflug – im militärischen Flugwesen Vorflugwetteraufklärung – ist ein Flug zur Präzisierung der aktuellen Wetterlage und der ornithologischen Lage im Raum der bevorstehenden Flüge und Flugbewegungen. Dabei können Übungskampf- und/oder Kampfflugzeuge zum Einsatz gebracht werden. Der Einsatz-Auftrag zum Wetterflug ist Teil der Flugbefehlsgebung durch den Geschwaderkommodore bzw. Kommandierenden Offizier des fliegenden Verbandes. Die Daten, Ergebnisse und Beobachtung der Vorflugwetteraufklärung werden durch den „Flugmeteorologischen Dienst“ am Fliegerhorst gründlich analysiert und sind Bestandteil der Weisungen und Anordnungen für die Luftfahrzeugführer oder fliegenden Besatzungen. 
Ähnliche Zielsetzungen verfolgt die zivile Luftfahrt. Dort werden für Einzelflugplätze jeweils ein METeorological Aerodrome Report erstellt, bzw. für Großflugplätze eine Terminal Aerodrome Forecast erarbeitet.

## Planung und Durchführung
Wetterflüge erfolgen zeitnah zu den militärischen Flugaufträgen und werden in der Regel auf einer oder mehreren definierten Flugstrecken und in Richtungen, aus denen eine Änderung der Wetterlage zu erwarten ist durchgeführt. Daraus ergibt sich das speziell vorgegebene und einzuhaltende Flugprofil. Dies ermöglicht Prognosen zu wichtigen Eckdaten wie beispielsweise Höhe über Grund von Wolkenunter- und Obergrenze, Bedeckungsgrad, Wolkenschichtung, gefährliche Wettererscheinungen, Windrichtung und Geschwindigkeit, horizontale Sichtweite bei Start und  Landung, Sicht des natürlichen Horizonts im vorgesehenen Raum der Flüge. Saisonbedingt finden ornithologische Erscheinungen wie Vogelzugbewegungen besondere Berücksichtigung.